# Matèria seca

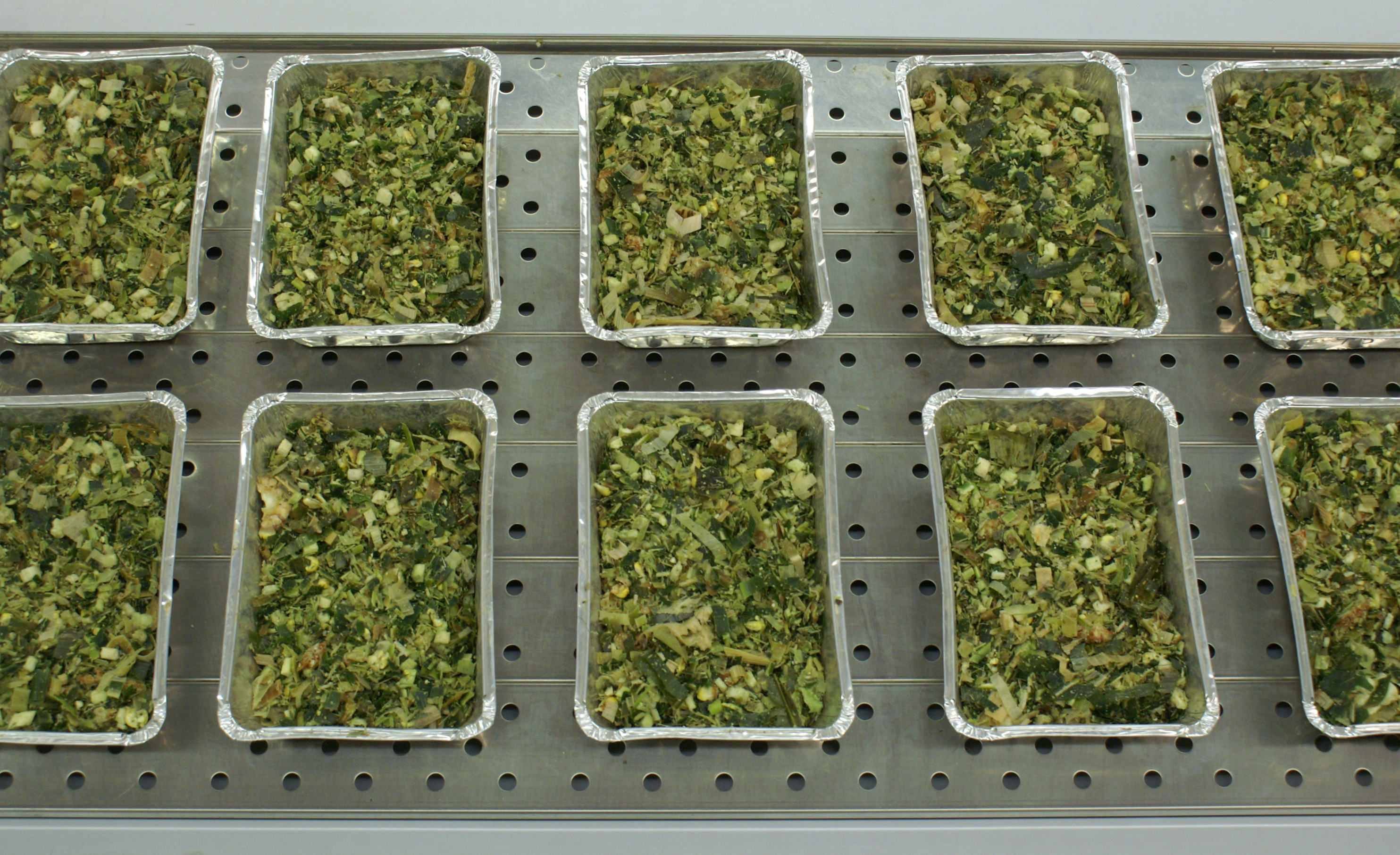
Mostra preparada per la determinació de la matèria seca de la palla de dacsa per tal de produir energia.

La Matèria seca és la part que resta d'un material després d'extreure'n tota l'aigua possible a través d'un escalfament fet en condicions de laboratori. És una noció usada principalment en la biologia i l'agricultura.
En el laboratori el procediment consisteix a pesar i assecar la matèria (matèria fresca, en el seu estat natural) per escalfament en un forn de laboratori, arribant a una temperatura d'entre 103 i 105 °C (en el cas dels aliments) mentre que el temps que dura l'escalfament dependrà de cada substància. Un cop passat el temps d'escalfament es pesa el residu que serà la matèria seca.
Al mateix temps que s'extreu tota l'aigua possible desapareixen de la mostra components orgànics volàtils com l'amoníac i alcohol.

## Valor numèric
Hom sol expressar la fracció numèrica del pes sec (Ps) dividit pel pes fresc (Pf) en tant per cent.
- {\displaystyle {\mbox{Matèria Seca}}\;(\%)={\frac {Ps}{Pf}}\,{100}}

## Ús de la matèria seca

### Energies renovables
S'utilitza el concepte de matèria seca absoluta (que difereix del concepte general de matèria seca, en la qual encara hi ha un residu d'aigua no extreta en un laboratori convencional). S'aplica aquesta matèria seca per conèixer el rendiment en l'ús d'energia d'origen vegetal (llenya, biocombustibles, biomassa, etc.).

### Indústria alimentària
S'utilitza la matèria seca determinada per un mètode gravimètric. La matèria seca del material vegetal i animal està formada per tots els seus components, excepte l'aigua. La matèria seca dels aliments inclou hidrats de carboni, greixos, proteïnes, vitamines, minerals i antioxidants (per exemple, tiocianat, antocianina i quercetina). Els hidrats de carboni, els greixos i les proteïnes, que proporcionen l'energia dels aliments (mesurada en quilocalories o kilojoules), constitueixen el noranta per cent del pes sec d'una dieta.
En el cas del formatge el percentatge de matèria seca per al consumidor es dona de forma diferent depenent del grup al qual pertany el formatge: El contingut en greix es presenta al comerç com un percentatge de greix sobre la matèria seca però, en canvi, en formatges tous és el contingut absolut referit a la matèria fresca.

### Contingut sobre matèria seca
El contingut de nutrients o minerals dels aliments, pinsos per a animals o teixits vegetals sovint s'expressa sobre la base de la matèria seca, com ara la proporció de la matèria seca total en la substància. Per exemple una poma de 138 g conté 84% d'aigua (116 g d'aigua i 22 g de matèria seca). El contingut en massa de matèria seca de la poma és del 16%. El contingut en potassi és de 0,72% sobre matèria seca. Per tant, la poma conté 158 mg de potassi (0,72/100 X 22 g).
Quan es formula una dieta o un pinso mixt per a animals, les concentracions de nutrients o minerals es donen generalment en funció de la matèria seca. Per tant, és important tenir en compte el contingut d'humitat de cada constituent a l'hora de calcular les quantitats totals dels diferents nutrients subministrats.